# Lista de países e territórios americanos por área

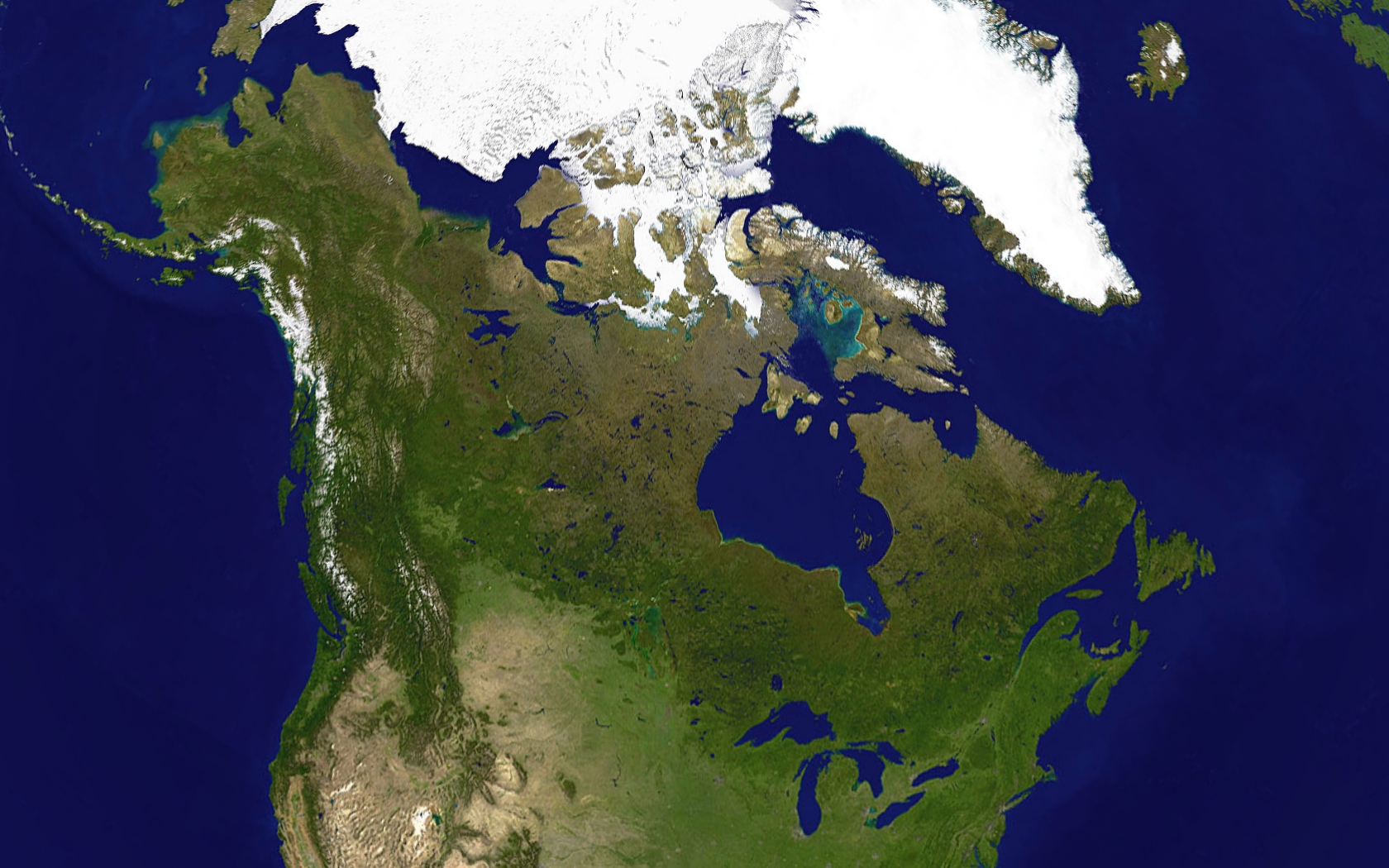
Imagem de satélite do Canadá, o maior país em extensão total do continente.

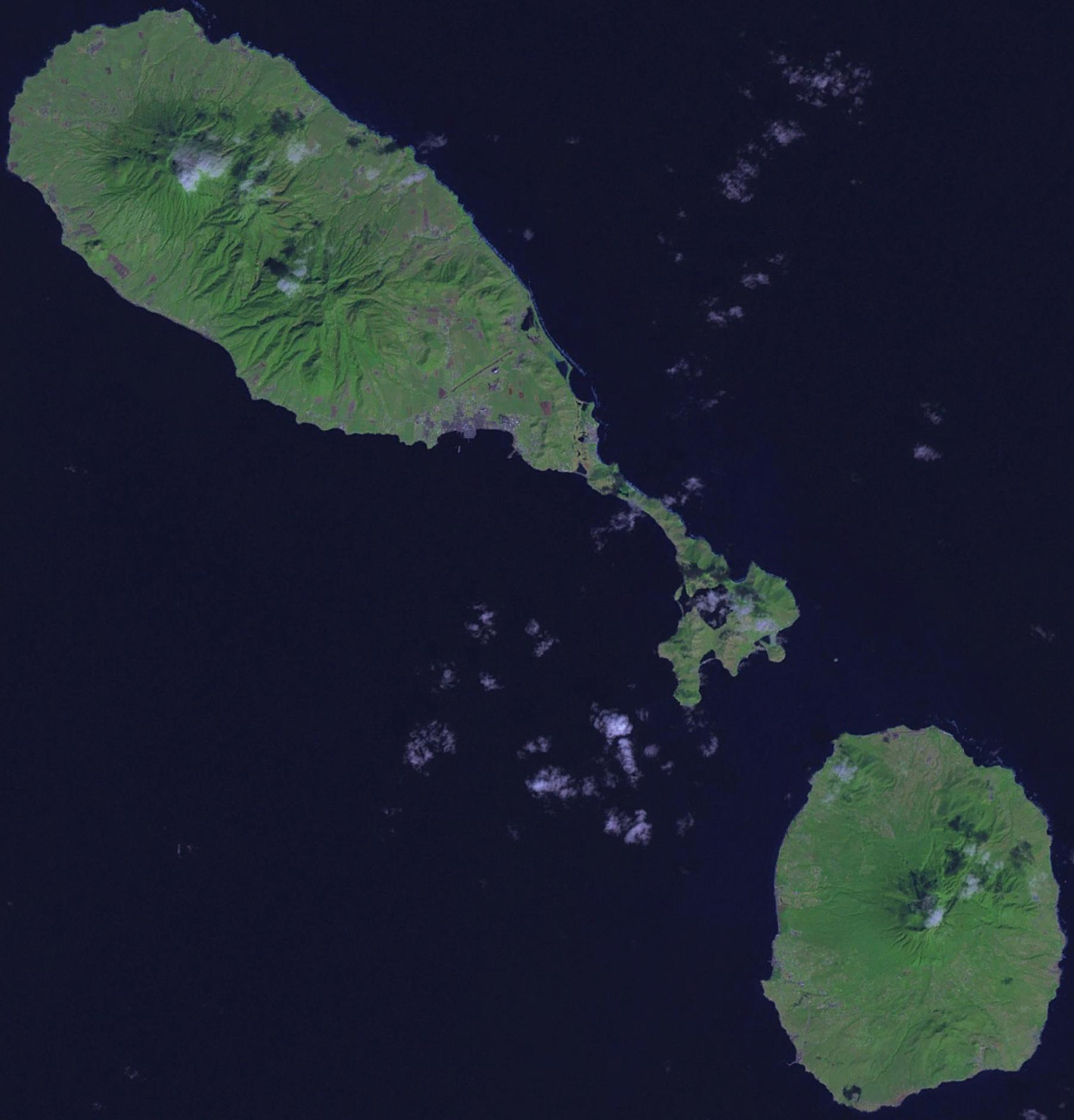
Imagem de satélite de São Cristóvão e Nevis, o menor país em extensão total do continente.

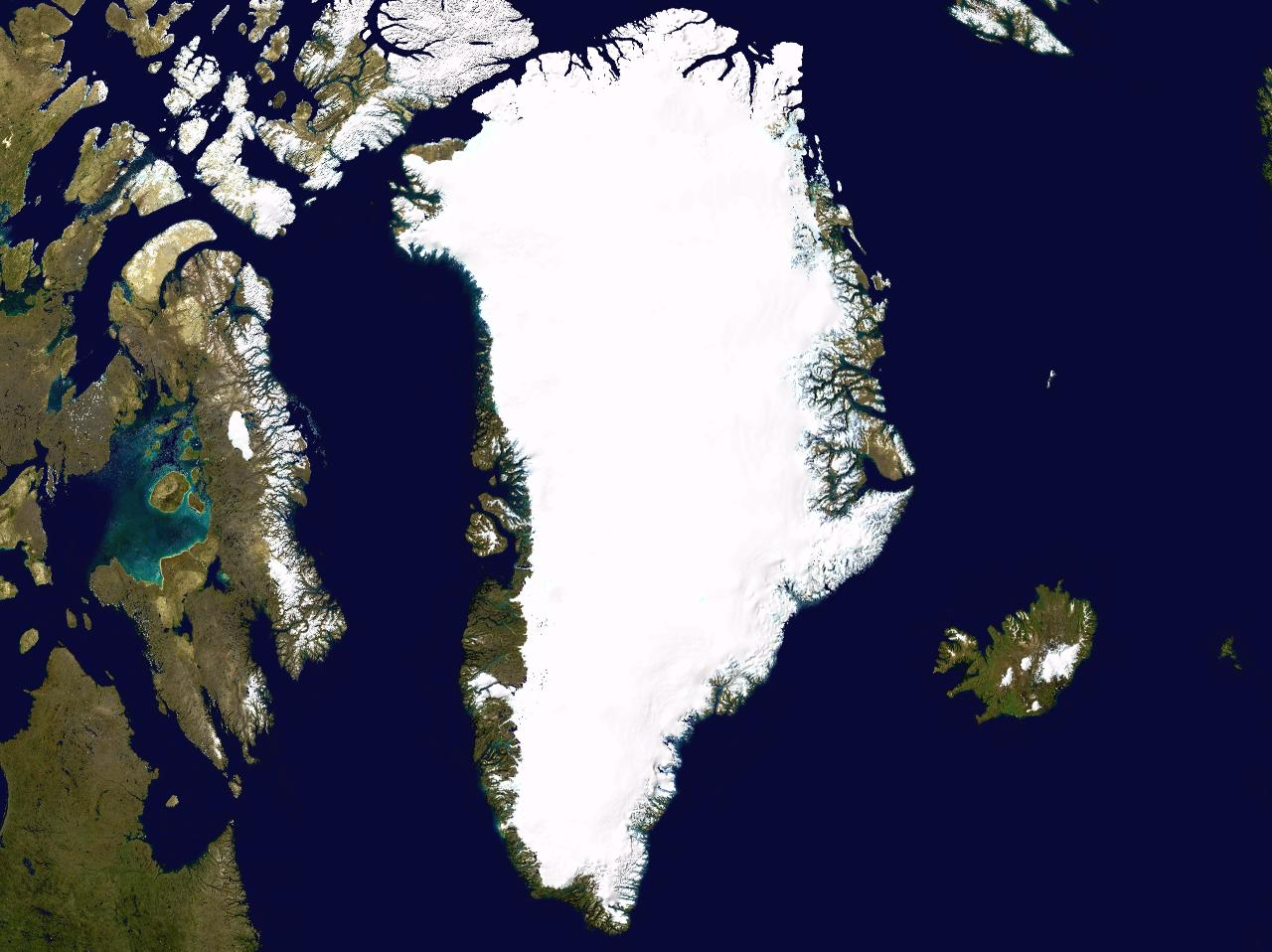
Imagem de satélita da Groenlândia, a ilha é a maior dependência em extensão do continente.

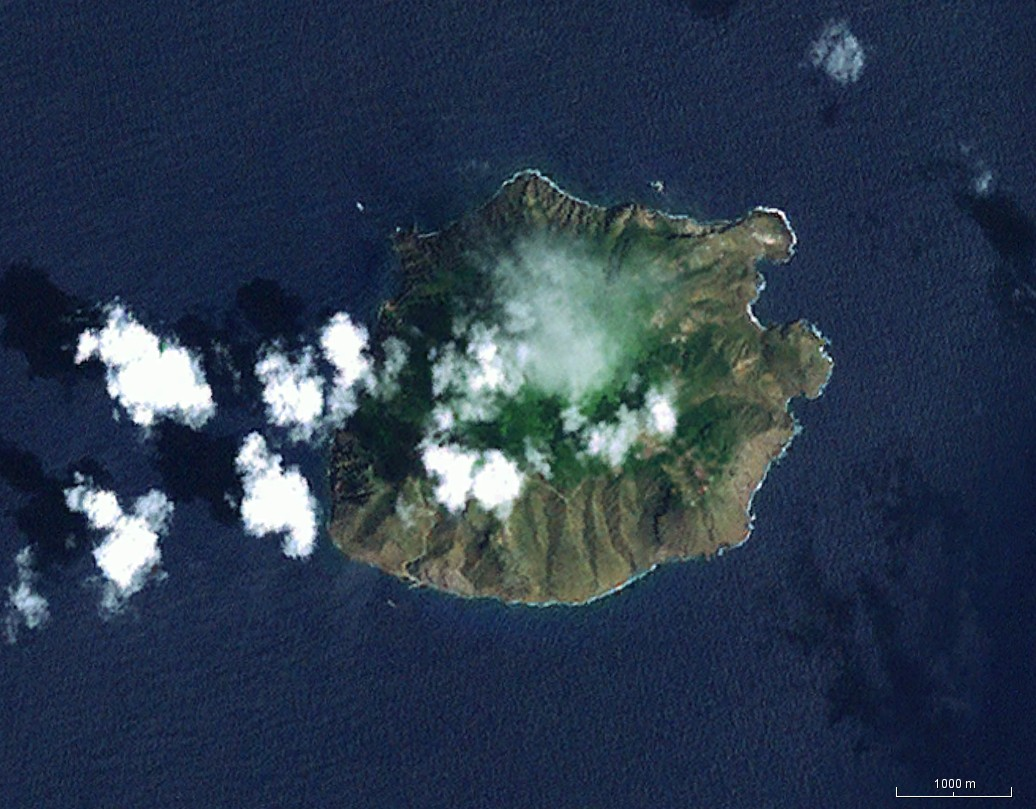
Imagem de satélite de Saba, a menor dependência habitada em extensão do continente.

Esta é uma lista de países e territórios da América, ordenados por área. A lista inclui os estados soberanos que são membros das Nações Unidas. Incluem-se também, fora da ordenação, os territórios não independentes mas significativos. A área total é mostrada, incluindo extensões de água internas (mares interiores, lagos, rios, etc.). Águas marítimas, territoriais e zonas econômicas exclusivas não estão incluídas, nem as pretensões de alguns países sobre a Antártida.
Os estados soberanos com maior área territorial são o Canadá, com 9 984 670 km², e os Estados Unidos, com 9 525 017 km², ambos na América do Norte, seguido pelo Brasil, com 8 510 295 km², na América do Sul; entre os territórios não dependentes, o maior é a Groenlândia, maior ilha do mundo, com 2 166 086 km². A menor área pertence a São Cristóvão e Neves, nação insular localizada no Caribe (261 km²), seguido por Granada (344 km²) e  São Vicente e Granadinas (389 km²), ambos também no Caribe, todavia, Saba, um município dos Países Baixos Caribenhos localizado no Caribe, é a entidade (habitada) com menor área territorial, com apenas 13 km². A área total do continente americano é 42 189 120 km², o segundo maior continente, sendo a Ásia ligeiramente maior (a diferença entre ambos é de 1 621 412 km², área pouco menor que a do Irã).

## Classificação
| Posição continental | Posição mundial | País/território                        | Área (em km²) | Área (em km²) | Área (em km²) | Observações | Ref.          |
| Posição continental | Posição mundial | País/território                        | Total         | De terras     | De águas      | Observações | Ref.          |
| ------------------- | --------------- | -------------------------------------- | ------------- | ------------- | ------------- | --- | ------------- |
| 1                   | 2               | Canadá                                 | 9 984 670     | 9 093 507     | 891 163       | Maior país do continente americano em área total.                                                                     | [ 1 ]         |
| 2                   | 4               | Estados Unidos                         | 9 833 517     | 9 147 593     | 685 924       | Incluindo apenas o território dos 50 estados e do Distrito de Columbia.                                               | [ 2 ]         |
| 3                   | 5               | Brasil                                 | 8 515 770     | 8 358 140     | 157 630       | | [ 3 ]         |
| 4                   | 8               | Argentina                              | 2 780 400     | 2 736 690     | 43 710        | Não inclui as pretensões sobre as Malvinas e outras ilhas reclamadas.                                                 | [ 4 ]         |
| -                   | -               | Groenlândia                            | 2 166 086     | 2 166 086     | 0             | Maior ilha do mundo e maior território não-soberano da América. Região autônoma da Dinamarca.                         | [ 5 ]         |
| 5                   | 13              | México                                 | 1 964 375     | 1 943 945     | 20 430        | | [ 6 ]         |
| 6                   | 19              | Peru                                   | 1 285 216     | 1 279 996     | 5 220         | | [ 7 ]         |
| 7                   | 25              | Colômbia                               | 1 140 970     | 1 038 700     | 100 210       | | [ 8 ] [ 9 ]   |
| 8                   | 27              | Bolívia                                | 1 098 581     | 1 083 301     | 15 280        | | [ 10 ]        |
| 9                   | 32              | Venezuela                              | 912 050       | 882 050       | 30 000        | Não inclui a parte do território reclamado da Guiana.                                                                 | [ 11 ]        |
| 10                  | 37              | Chile                                  | 756 102       | 743 812       | 12 290        | Inclui a Ilha de Páscoa e a Ilha Sala y Gómez.                                                                        | [ 12 ]        |
| 11                  | 59              | Paraguai                               | 406 752       | 397 302       | 9 450         | | [ 13 ]        |
| 12                  | 73              | Equador                                | 283 561       | 276 841       | 6 720         | Inclui as Ilhas Galápagos.                                                                                            | [ 14 ]        |
| 13                  | 83              | Guiana                                 | 214 969       | 196 849       | 18 120        | | [ 15 ]        |
| 14                  | 89              | Uruguai                                | 176 215       | 175 015       | 1 200         | | [ 16 ]        |
| 15                  | 90              | Suriname                               | 163 820       | 156 000       | 7 820         | | [ 17 ]        |
| 16                  | 96              | Nicarágua                              | 130 370       | 119 990       | 10 380        | | [ 18 ]        |
| 17                  | 101             | Honduras                               | 112 090       | 111 890       | 200           | | [ 19 ]        |
| 18                  | 104             | Cuba                                   | 110 860       | 109 820       | 1 040         | | [ 20 ]        |
| 19                  | 105             | Guatemala                              | 108889        | 107 159       | 1 730         | | [ 21 ]        |
| -                   | -               | Guiana Francesa                        | 91 000        | 89 150        | 1 850         | Departamento ultramarino da França.                                                                                   | [ 22 ]        |
| 20                  | 116             | Panamá                                 | 75 420        | 74 340        | 1 080         | | [ 23 ]        |
| 21                  | 126             | Costa Rica                             | 51 100        | 51 060        | 40            | Inclui a Ilha do Coco.                                                                                                | [ 24 ]        |
| 22                  | 128             | República Dominicana                   | 48 670        | 48 320        | 350           | | [ 25 ]        |
| 23                  | 144             | Haiti                                  | 27 750        | 27 560        | 190           | | [ 26 ]        |
| 24                  | 148             | Belize                                 | 22 966        | 22 806        | 160           | | [ 27 ]        |
| 25                  | 149             | El Salvador                            | 21 041        | 20 721        | 320           | | [ 28 ]        |
| 26                  | 156             | Bahamas                                | 13 880        | 10 010        | 3 870         | | [ 29 ]        |
| -                   | -               | Ilhas Falkland/Malvinas                | 12 173        | 12 173        | 0             | Território ultramarino britânico. Disputadas com a Argentina.                                                         | [ 30 ]        |
| 27                  | 161             | Jamaica                                | 10 991        | 10 831        | 160           | | [ 31 ]        |
| -                   | -               | Porto Rico                             | 9 104         | 8 959         | 145           | Estado livremente associado aos Estados Unidos.                                                                       | [ 32 ]        |
| 28                  | 165             | Trinidad e Tobago                      | 5 128         | 5 128         | 0             | | [ 33 ]        |
| -                   | -               | Ilhas Geórgia do Sul e Sandwich do Sul | 3 903         | 3 903         | 0             | Território ultramarino britânico. Inclui a Ilha Geórgia do Sul, as Ilhas Sandwich do Sul e todas as ilhas adjacentes. | [ 34 ]        |
| -                   | -               | Ilhas Virgens Americanas               | 1 910         | 346           | 1 564         | Território dos Estados Unidos                                                                                         | [ 35 ]        |
| -                   | -               | Guadalupe                              | 1 628         | 1 628         | s/d           | Departamento ultramarino da França.                                                                                   | [ 36 ]        |
| -                   | -               | Martinica                              | 1 100         | 1 060         | 40            | Departamento ultramarino da França.                                                                                   | [ 37 ]        |
| -                   | -               | Turcas e Caicos                        | 948           | 948           | 0             | Território ultramarino britânico.                                                                                     | [ 38 ] [ 39 ] |
| 29                  | 172             | Dominica                               | 751           | 751           | 0             | | [ 40 ]        |
| 30                  | 178             | Santa Lúcia                            | 616           | 606           | 10            | | [ 41 ]        |
| -                   | -               | Curaçau                                | 444           | 444           | 0             | Nação constituinte do Reino dos Países Baixos.                                                                        | [ 42 ]        |
| 31                  | 182             | Antígua e Barbuda                      | 443           | 443           | 0             | Antígua - 280 km²; Barbuda - 161 km², Redonda - 1,6 km².                                                              | [ 43 ]        |
| 32                  | 183             | Barbados                               | 430           | 430           | 0             | | [ 44 ]        |
| 33                  | 184             | São Vicente e Granadinas               | 389           | 389           | 0             | | [ 45 ]        |
| 34                  | 185             | Granada                                | 344           | 344           | 0             | | [ 46 ]        |
| -                   | -               | Bonaire                                | 288           | 288           | 0             | Município parte dos Países Baixos Caribenhos.                                                                         | [ 47 ]        |
| -                   | -               | Ilhas Cayman                           | 264           | 264           | 0             | Território ultramarino britânico.                                                                                     | [ 48 ]        |
| 35                  | 188             | São Cristóvão e Neves                  | 261           | 261           | 0             | Menor estado soberano da América. São Cristóvão - 168 km²; Neves - 93 km².                                            | [ 49 ]        |
| -                   | -               | São Pedro e Miquelão                   | 242           | 242           | 0             | Coletividade de ultramar da França.                                                                                   | [ 50 ]        |
| -                   | -               | Aruba                                  | 180           | 180           | 0             | Nação constituinte do Reino dos Países Baixos.                                                                        | [ 51 ]        |
| -                   | -               | Ilhas Virgens Britânicas               | 151           | 151           | 0             | Território ultramarino britânico.                                                                                     | [ 52 ]        |
| -                   | -               | Montserrat                             | 102           | 102           | 0             | Território ultramarino britânico.                                                                                     | [ 53 ]        |
| -                   | -               | Anguila                                | 91            | 91            | 0             | Território ultramarino britânico.                                                                                     | [ 54 ]        |
| -                   | -               | Bermudas                               | 54            | 54            | 0             | Território ultramarino britânico.                                                                                     | [ 55 ]        |
| -                   | -               | São Martinho (Saint Martin)            | 54            | 54            | 0             | Coletividade de ultramar da França.                                                                                   | [ 56 ]        |
| -                   | -               | São Martinho (Sint Maarten)            | 34            | 34            | 0             | Nação constituinte do Reino dos Países Baixos.                                                                        | [ 57 ]        |
| -                   | -               | São Bartolomeu                         | 25            | 25            | 0             | Coletividade de ultramar da França.                                                                                   | [ 58 ]        |
| -                   | -               | Santo Eustáquio                        | 21            | 21            | 0             | Município parte dos Países Baixos Caribenhos.                                                                         | [ 59 ]        |
| -                   | -               | Saba                                   | 13            | 13            | 0             | Município parte dos Países Baixos Caribenhos.                                                                         | [ 60 ]        |
| -                   | -               | Ilha de Clipperton                     | 6             | 6             | 0             | Território ultramarino da França                                                                                      | [ 61 ]        |
| -                   | -               | Ilha Navassa                           | 5             | 5             | 0             | Território dos Estados Unidos                                                                                         | [ 62 ]        |